# Larrea tridentata
La gobernadora o, en su traducción literal del inglés, arbusto de la creosota (Larrea tridentata) es una especie de planta de la familia Zygophyllaceae. Es muy común en los desiertos de Norteamérica, desde el Bajío, en México, hasta la parte más septentrional del desierto de Chihuahua, en los Estados Unidos. Se le conoce como gobernadora debido a su habilidad para inhibir el desarrollo de otras plantas a su alrededor y obtener de ese modo más agua, y como hediondilla debido a su olor. Está estrechamente emparentada con la especie suramericana Larrea divaricata (anteriormente, ambas eran consideradas como la misma especie). Como tipo vegetacional, a un área cubierta por gobernadoras se le denomina matorral micrófilo, debido al reducido tamaño de las hojas.

## Descripción
Es un arbusto perennifolio que mide de 1 a 3 m de altura, y raramente alcanza los 4 m. Los tallos de la planta llevan hojas resinosas, verdes oscuras, con dos foliolos unidos en la base, cada foliolo de 7 a 18 mm de largo y de 4 a 8,5 mm de ancho. Las flores son de hasta 2,5 cm de diámetro y tienen cinco pétalos amarillos. Se pueden formar agallas por la actividad del Asphondylia auripila. La planta entera exhibe un olor característico de creosota, del cual deriva el nombre común.
El arbusto de la creosota es el más común en los suelos bien drenados de las bajadas aluviales (abanicos aluviales) y los llanos. En partes de su zona de distribución puede cubrir extensas áreas en comunidades prácticamente puras, aunque crece generalmente en asociación con Ambrosia dumosa. A pesar de este hábitat común, se ha descubierto que las raíces del arbusto de la creosota pueden producir químicos que inhiben el crecimiento de las raíces de Ambrosia dumosa, y mucha de su interrelación no está actualmente explicada.

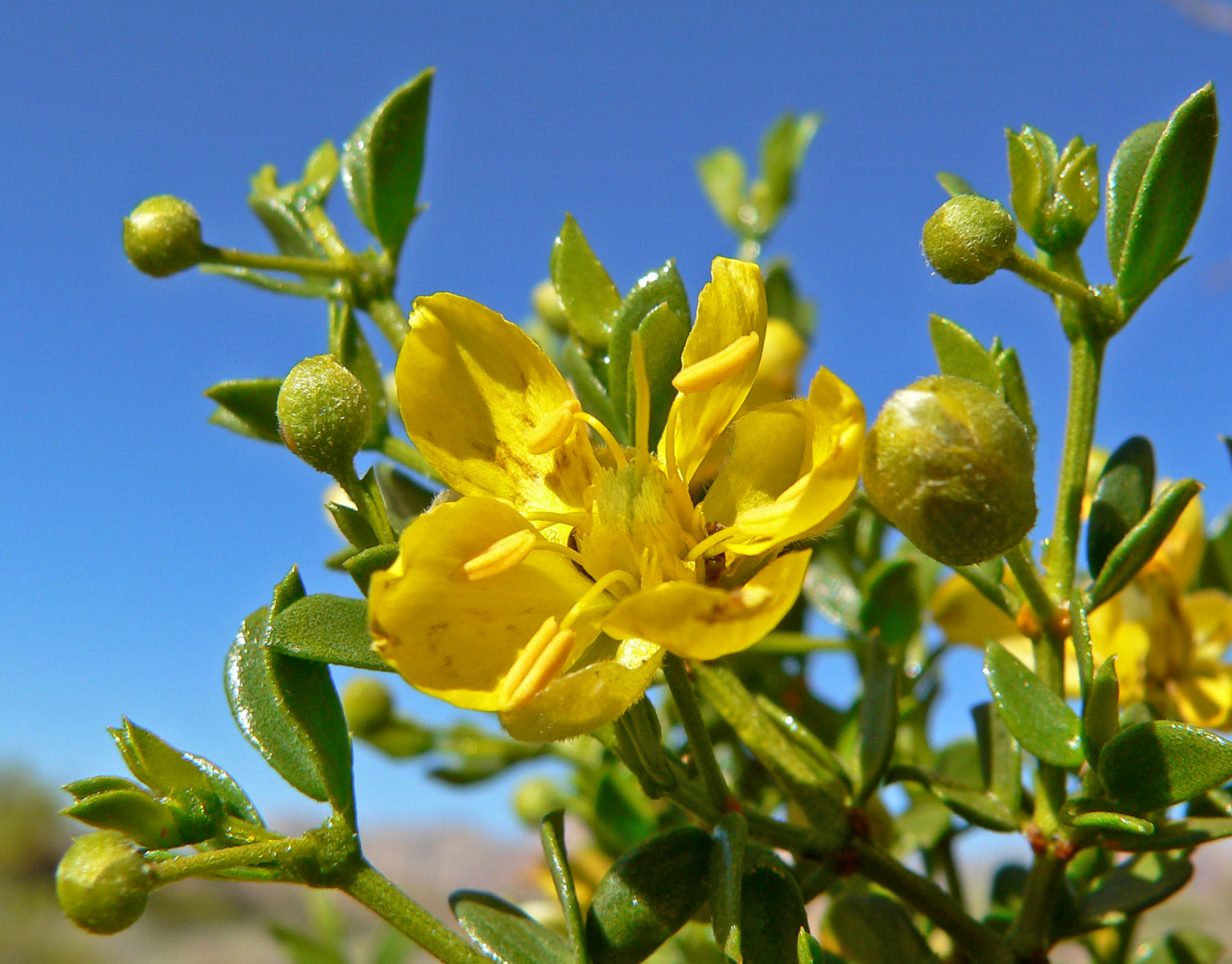
Flor de Larrea tridentata

Tales productos químicos, sin embargo, no han podido explicar la peculiar regularidad en el espaciamiento de plantas individuales dentro de una localización. La distribución del arbusto de la creosota tiende a asemejarse a huertas artificiales incluso en la colocación de plantas. Inicialmente se creía que la planta producía una cierta clase de inhibidor soluble en agua que evitaba el crecimiento de otros arbustos cerca de los arbustos maduros, sanos. Ahora, sin embargo, se ha demostrado que los sistemas radiculares de las plantas maduras del arbusto de la creosota son simplemente tan eficientes en la absorción del agua que las semillas caídas cerca no pueden acumular suficiente agua para germinar, creando con eficacia zonas muertas alrededor de cada planta. También parece que todas las plantas dentro de una distribución crecen aproximadamente a la misma altura, y que el arbusto de la creosota es una planta de muy larga vida. A medida que el arbusto de la creosota envejece, sus ramas más viejas mueren eventualmente y su corona se bifurca en coronas separadas. Esto sucede generalmente cuando la planta tiene de 30 a 90 años. La corona vieja muere y la nueva se convierte en una copia de la planta anterior, integrada por muchas coronas separadas, todas del vástago de la misma semilla. A una planta del arbusto de la creosota, nombrada King Clone, cerca de Lucerne Valley, se le ha comprobado con el carbono una edad de 11.700 años.
Contribuyendo la dureza del ambiente de germinación sobre los sistemas de maduración de la raíz, los arbustos de creosota jóvenes son mucho más susceptibles a la tensión de la sequía que las plantas establecidas. La germinación es absolutamente activa durante períodos húmedos, pero la mayor parte de las plántulas mueren muy rápidamente a menos que haya condiciones óptimas de agua. El calor de tierra aumenta en las plantas jóvenes la susceptibilidad a la tensión del agua, y las temperaturas de la tierra pueden superar los 70 °C (160 °F). Para establecerse, parece que la plántula debe experimentar un patrón de tres a cinco años de tiempo anormalmente fresco y húmedo durante y después de la germinación. De esto puede ser deducido que todas las plantas dentro de una zona de distribución tienen una edad similar.

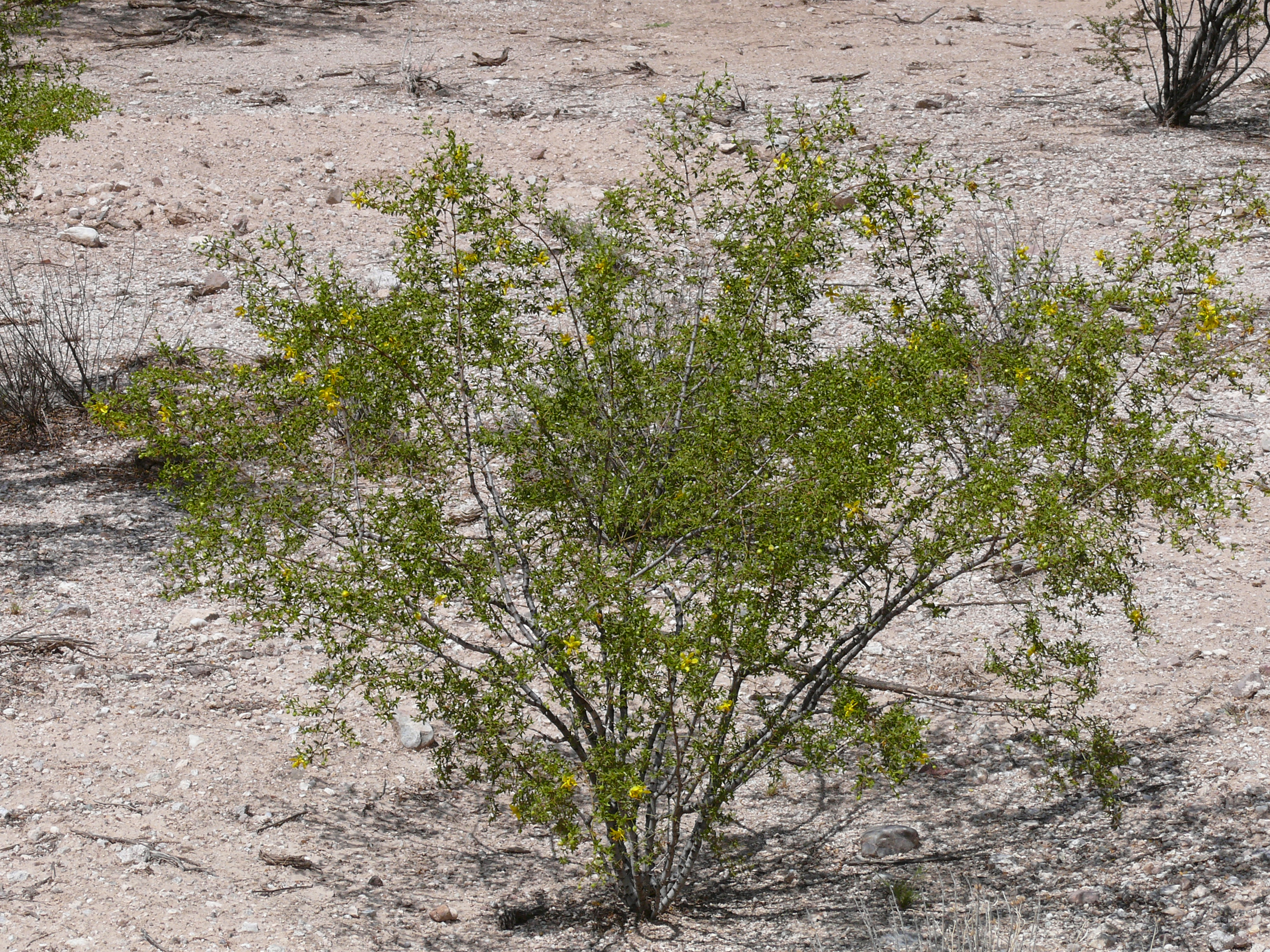
Planta joven.

Las plantas adultas, sin embargo, pueden tolerar la tensión extrema de la sequía. En términos de potencial hídrico negativo, los arbustos de creosota pueden funcionar completamente en -50 bares de potencial hídrico y han sido encontradas con vida bajo los -120 bares, aunque el nivel medio práctico sea alrededor de los -70 bares, donde las necesidades de  respiración celular que puede proporcionar la planta exceden generalmente el nivel que el proceso hídrico requiere en la fotosíntesis. La división de célula puede ocurrir durante estas épocas de tensión hídrica, y es común que las nuevas células absorban rápidamente el agua después de la precipitación. Esta absorción rápida causa un desarrollo de las ramas de varios centímetros en el final de una estación seca.

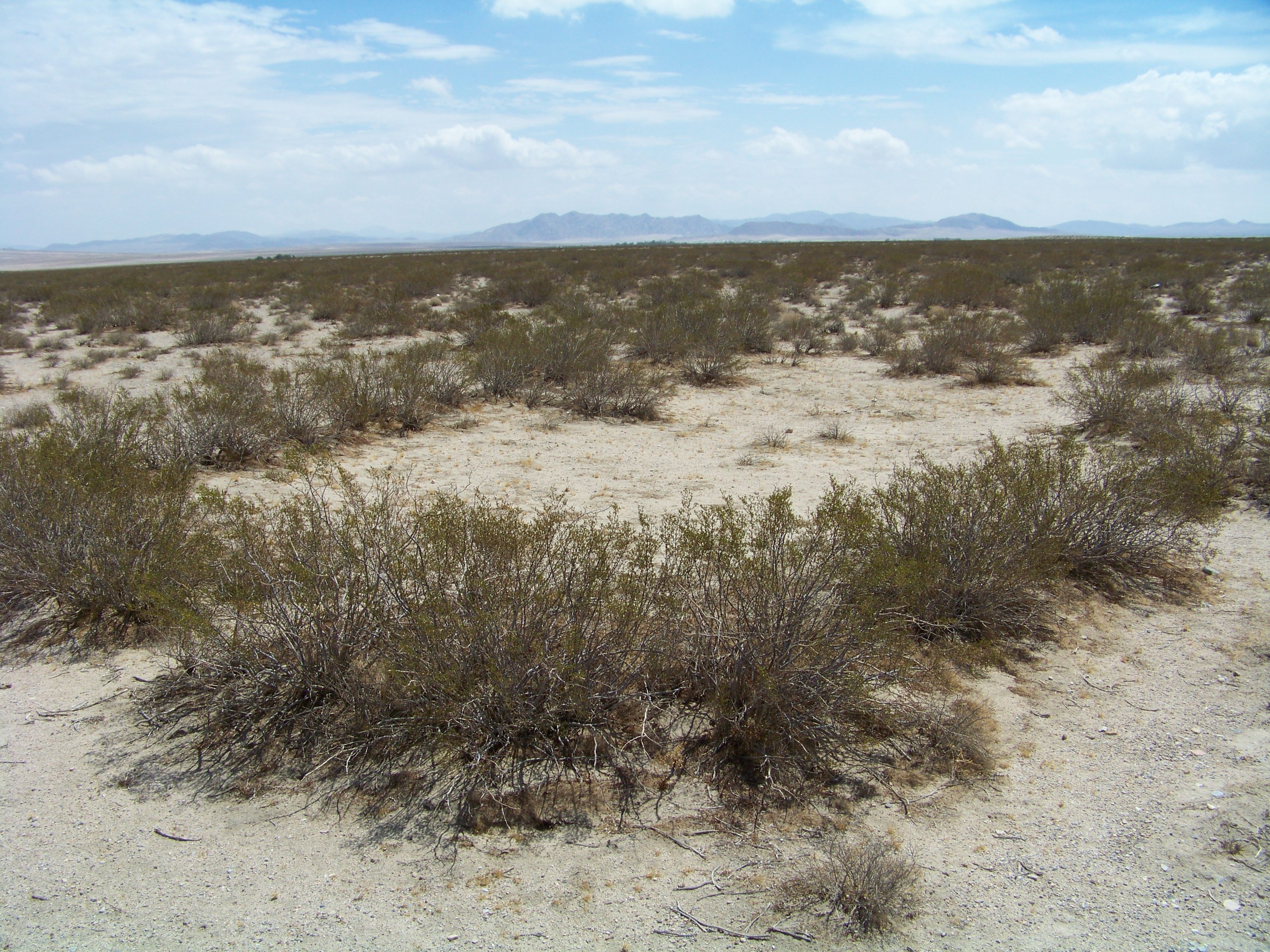
El anillo de arbustos de creosota denominado King Clone.

Las pequeñas hojas del arbusto de creosota tienen un alto cociente de superficie-volumen, optimizando la relación entre los escapes de calor y la conservación del contenido en agua. La pérdida de agua es disminuida más aún por la capa resinosa-cerosa de las hojas. Las plantas pierden algunas hojas en verano, pero si se pierden todas las hojas la planta no se recuperará. La acumulación de hojas caídas, además de otros detritos recogidos por las ráfagas de viento, crea una comunidad ecológica específica bajo la copa del  arbusto de creosota, incluyendo escarabajos, milpiés, ratones de bolsas, y ratas canguro.

## Uso y toxicidad
El arbusto de la creosota (frecuentemente llamado chaparral cuando se lo usa como remedio herbal) se utiliza como un suplemento herbal y fue utilizado por los nativos americanos del suroeste como un  tratamiento para numerosas enfermedades, incluyendo infecciones de transmisión sexual, tuberculosis, varicela, dismenorrea y mordedura de serpiente. Este arbusto está ampliamente usado como remedio medicinal en México.
La Administración de Alimentos y Medicamentos de Estados Unidos ha publicado advertencias sobre los peligros para la salud de ingerir el arbusto de la creosota o de usarlo como medicina interna y desaconseja su uso. En el 2005, Health Canada distribuyó un aviso a los consumidores para que eviten usar las hojas de las especies de Larrea debido al riesgo de dañar el hígado y los riñones.
Según Gary Paul Nabhan en Gathering the Desert (1993, página 16): «...los almacenes de remedios sanadores han estado publicitando Larrea como un curalotodo que ellos caprichosamente llaman “chaparral tea” - la planta nunca crece en la verdadera vegetación de chaparral del desierto».

## En la cultura popular
En la serie del clásico de ciencia ficción de Frank Herbert, Dune, los habitantes Fremen del planeta Arrakis restriegan el jugo del arbusto de la creosota en las palmas de sus manos para evitar la pérdida de agua a través de la piel. 
El gran chaparral (The High Chaparral, originalmente en inglés) es una serie de televisión emitida por la NBC entre 1967 y 1971, protagonizada por la familia Cannon cuya inmensa propiedad, ubicada en la frontera con México (posiblemente Arizona), lleva ese nombre.

## Taxonomía
Larrea tridentata fue descrita en 1893 por Frederick Vernon Coville, sobre un basónimo de Augustin Pyrame de Candolle, publicado en Contributions from the United States National Herbarium 4: 75.
Etimología
Ver: Larrea
tridentata: epíteto latino que significa "con tres dientes".

### Sinonimia
- Covillea tridentata (DC.) Vail
- Covillea glutinosa (Engelm.) Rydb.
- Guaiacum mexicanum Baill.
- Larrea divaricata var. arenaria (L.D.Benson) Felger
- Larrea divaricata subsp. tridentata (DC.) Felger
- Larrea glutinosa Engelm.
- Larrea mexicana Moric.
- Larrea tridentata var. arenaria L.D.Benson
- Larrea tridentata var. glutinosa (Engelm.) Jeps.
- Larrea tridentata subsp. glutinosa (Engelm.) A.E.Murray
- Neoschroetera glutinosa (Engelm.) Briq.
- Neoschroetera tridentata (DC.) Briq.
- Schroeterella glutinosa (Engelm.) Briq.
- Schroeterella tridentata (DC.) Briq.
- Zygophyllum tridentatum DC. (basónimo)[6]